# Fußball-Club Bayern München II 2020-2021
Questa voce raccoglie le informazioni riguardanti il Fußball-Club Bayern München II nelle competizioni ufficiali della stagione 2020-2021.

## Stagione
Nella stagione 2020-2021 il Bayern Monaco II, allenato da Holger Seitz e Danny Schwarz, concluse il campionato di 3. Liga al 18º posto e fu retrocesso in Regionalliga.

## Rosa
| N. |                        | Ruolo | Calciatore            |
| -- | ---------------------- | ----- | --------------------- |
| 1  | Germania (bandiera)    | P     | Ron-Thorben Hoffmann  |
| 2  | Madagascar (bandiera)  | D     | Rémy Vita             |
| 3  | Germania (bandiera)    | D     | Angelo Mayer          |
| 5  | Germania (bandiera)    | D     | Nicolas Feldhahn      |
| 6  | Portogallo (bandiera)  | C     | Tiago Dantas          |
| 7  | Svizzera (bandiera)    | A     | Dimitri Oberlin       |
| 9  | Germania (bandiera)    | A     | Jann-Fiete Arp        |
| 10 | Germania (bandiera)    | C     | Timo Kern             |
| 11 | Germania (bandiera)    | A     | Nicolas Kühn          |
| 12 | Germania (bandiera)    | P     | Michael Wagner        |
| 13 | Germania (bandiera)    | D     | Kilian Senkbeil       |
| 14 | Germania (bandiera)    | A     | Lenn Jastremski       |
| 15 | Germania (bandiera)    | D     | Alexander Lungwitz    |
| 17 | Stati Uniti (bandiera) | C     | Malik Tillman         |
| 18 | Germania (bandiera)    | C     | Maximilian Zaiser     |
| 19 | Germania (bandiera)    | C     | Maximilian Welzmüller |

| N. |                          | Ruolo | Calciatore        |
| -- | ------------------------ | ----- | ----------------- |
| 21 | Germania (bandiera)      | D     | Lenny Borges      |
| 22 | Germania (bandiera)      | A     | Lasse Günther     |
| 23 | Germania (bandiera)      | P     | Lukas Schneller   |
| 24 | Germania (bandiera)      | C     | Christopher Scott |
| 25 | Germania (bandiera)      | C     | Torben Rhein      |
| 26 | Germania (bandiera)      | D     | Bright Arrey-Mbi  |
| 30 | Lettonia (bandiera)      | C     | Daniels Ontužāns  |
| 31 | Nuova Zelanda (bandiera) | C     | Sarpreet Singh    |
| 33 | Germania (bandiera)      | P     | Johannes Schenk   |
| 37 | Germania (bandiera)      | C     | Jamal Musiala     |
| 38 | Germania (bandiera)      | C     | Angelo Stiller    |
| 40 | Germania (bandiera)      | D     | Jamie Lawrence    |
| 41 | Germania (bandiera)      | A     | Armindo Sieb      |
| 43 | Serbia (bandiera)        | A     | Nemanja Motika    |
| 44 | Germania (bandiera)      | D     | Dennis Waidner    |

## Organigramma societario
Area tecnica
- Allenatore: Martín Demichelis, Danny Schwarz
- Allenatore in seconda: Martin Lanzinger, Dirk Teschke
- Preparatore dei portieri: Walter Junghans
- Preparatori atletici: Jan-Philipp Hestermann, Moritz Renker

## Calciomercato

### Sessione estiva
| Acquisti | Acquisti           | Acquisti          | Acquisti |
| R.       | Nome               | da                | Modalità |
| -------- | ------------------ | ----------------- | -------- |
| C        | Tiago Dantas       | Benfica           |          |
| D        | Rémy Vita          | Troyes            |          |
| D        | Lenny Borges       | Milan U19         |          |
| D        | Alexander Lungwitz | Greuther Fürth    |          |
| A        | Nicolas Kühn       | Jong Ajax         |          |
| C        | Adrian Fein        | Amburgo           |          |
| A        | Lenn Jastremski    | Wolfsburg II      |          |
| A        | Can Karataş        | Memmingen         |          |
| D        | Ivan Mihaljević    | Holstein Kiel U19 |          |
| C        | Daniels Ontužāns   | San Gallo II      |          |
| A        | Armindo Sieb       | Hoffenheim U17    |          |

| Cessioni | Cessioni               | Cessioni      | Cessioni |
| R.       | Nome                   | a             | Modalità |
| -------- | ---------------------- | ------------- | -------- |
| C        | Adrian Fein            | PSV           |          |
| D        | Mert Yılmaz            | Antalyaspor   |          |
| A        | Oliver Batista-Meier   | Heerenveen    |          |
| C        | Paul Will              | Dinamo Dresda |          |
| P        | Christian Früchtl      | Norimberga    |          |
| C        | Sarpreet Singh         | Norimberga    |          |
| A        | Marvin Cuni            | Sonnenhof G.  |          |
| D        | Lukas Mai              | Darmstadt     |          |
| D        | Flavius Daniliuc       | Nizza         |          |
| A        | Jeong Woo-yeong        | Friburgo      |          |
| A        | Nicolas Kühn           | Jong Ajax     |          |
| A        | Alexander Nollenberger | Bayreuth      |          |
| D        | Derrick Köhn           | Willem II     |          |
| A        | Kwasi Okyere Wriedt    | Willem II     |          |
| A        | Joshua Zirkzee         | Bayern Monaco |          |

### Sessione invernale
| Acquisti | Acquisti               | Acquisti    | Acquisti |
| R.       | Nome                   | da          | Modalità |
| -------- | ---------------------- | ----------- | -------- |
| C        | Sarpreet Singh         | Norimberga  |          |
| A        | Dimitri Oberlin        | Sconosciuta |          |
| A        | Alex Timossi Andersson | Helsingborg |          |

| Cessioni | Cessioni               | Cessioni             | Cessioni |
| R.       | Nome                   | a                    | Modalità |
| -------- | ---------------------- | -------------------- | -------- |
| A        | Alex Timossi Andersson | Austria Klagenfurt   |          |
| C        | Taylor Booth           | St. Pölten           |          |
| D        | Chris Richards         | Hoffenheim           |          |
| C        | Jannik Rochelt         | Ulma                 |          |
| A        | Leon Dajaku            | Union Berlino        |          |
| A        | Can Karataş            | Sonnenhof G.         |          |
| D        | Ivan Mihaljević        | TSV Steinbach Haiger |          |

## Risultati

### 3. Liga

#### Girone di andata
| Arbitro: | Osmanagic |

|                   |           |                      |
| Fein 23’ Kern 73’ | Marcatori | 10’ Sararer 81’ Holz |

| Arbitro: | Schwengers |

|                                     |           |  |
| Yildirim 17’ Janjić 39’ (rig.), 64’ | Marcatori |  |

| Arbitro: | Speckner |

|                             |           |  |
| Arp 22’ Dajaku 28’ Kühn 90’ | Marcatori |  |

| Arbitro: | Benen |

|            |           |            |
| Kiprit 58’ | Marcatori | 53’ Dajaku |

| Monaco di Baviera 17 ottobre 2020, ore 14:00 CEST 5ª giornata | Bayern Monaco II | 0 – 0 referto | Kaiserslautern | Grünwalder Stadion (0 spett.)\| Arbitro: \| Erbst \| |
| Arbitro:                                                      | Erbst            |               |                |                                                      |

| Arbitro: | Weickenmeier |

|                                    |           |                  |
| Wunderlich 1’ Thiele 14’ Cueto 27’ | Marcatori | 42’ Kühn 61’ Arp |

| Arbitro: | Bauer |

|                   |           |  |
| Kühn 45’ Vita 74’ | Marcatori |  |

| Arbitro: | Oldhafer |

|                    |           |                                          |
| Korte 9’ Medić 39’ | Marcatori | 33’, 49’ (rig.) Kern 43’ Dajaku 82’ Vita |

| Arbitro: | Exner |

|                          |           |                 |
| Franzke 49’ Obermair 60’ | Marcatori | 80’ (rig.) Kern |

| Arbitro: | Kessel |

|                    |           |  |
| Kühn 68’ Scott 74’ | Marcatori |  |

| Arbitro: | Fritsch |

|                                         |           |  |
| Deichmann 47’ Steinwender 72’ Zehir 78’ | Marcatori |  |

| Arbitro: | Greif |

|         |           |                                        |
| Kern 3’ | Marcatori | 31’ Elva 72’ Eckert-Ayensa 90’ Beister |

| Arbitro: | Braun |

|                               |           |  |
| Riedel 60’ Farrona-Pulido 66’ | Marcatori |  |

| Arbitro: | Erbst |

|                                                 |           |                           |
| Waidner 12’ Frick 14’ (aut.) Nkansah 73’ (aut.) | Marcatori | 45’ Schikora 59’ Schröter |

| Arbitro: | Bauer |

|             |           |                         |
| Jänicke 27’ | Marcatori | 14’ Kern 43’ Jastremski |

| Arbitro: | Exner |

|                 |           |             |
| Kern 39’ (rig.) | Marcatori | 65’ Vermeij |

| Arbitro: | Speckner |

|              |           |         |
| Marseiler 2’ | Marcatori | 45’ Arp |

| Arbitro: | Petersen |

|  |           |                              |
|  | Marcatori | 44’ (aut.) Kern 90’ Biankadi |

| Arbitro: | Weickenmeier |

|  |           |                                    |
|  | Marcatori | 9’, 72’ Jastremski 41’, 51’ Zaiser |

#### Girone di ritorno
| Monaco di Baviera 22 gennaio 2021, ore 19:00 CET 20ª giornata | Türkgücü | 0 – 0 referto | Bayern Monaco II | Grünwalder Stadion (0 spett.)\| Arbitro: \| Cortus \| |
| Arbitro:                                                      | Cortus   |               |                  |                                                       |

| Arbitro: | Fritsch |

|          |           |                         |
| Kern 47’ | Marcatori | 69’ Corboz 90’ Yildirim |

| Arbitro: | Greif |

|             |           |                |
| Daferner 9’ | Marcatori | 68’ Welzmüller |

| Arbitro: | Osmanagic |

|  |           |                |
|  | Marcatori | 23’ Feigenspan |

| Arbitro: | Winter |

|             |           |             |
| Hanslik 72’ | Marcatori | 67’ Oberlin |

| Arbitro: | Hanslbauer |

|  |           |           |
|  | Marcatori | 18’ Cueto |

| Arbitro: | Exner |

|                |           |                               |
| Donkor 9’, 33’ | Marcatori | 17’ (rig.) Feldhahn 47’ Scott |

| Arbitro: | Bauer |

|                            |           |  |
| Boss 24’ (aut.) Zaiser 90’ | Marcatori |  |

| Arbitro: | Schultes |

|  |           |                             |
|  | Marcatori | 45’ Atik 90’ (rig.) Gjasula |

| Arbitro: | Schwengers |

|                     |           |                |
| Puttkammer 45’, 73’ | Marcatori | 58’ (rig.) Arp |

| Arbitro: | Kessel |

|                       |           |                                          |
| Stiller 41’ Rhein 54’ | Marcatori | 43’ Ramaj 57’ (rig.) Zehir 84’ Deichmann |

| Arbitro: | Hanslbauer |

|                   |           |                               |
| Elva 75’ Kaya 89’ | Marcatori | 85’ (rig.) Singh 90’ Lawrence |

| Arbitro: | Osmanagic |

|  |           |             |
|  | Marcatori | 45’ Verhoek |

| Arbitro: | Haslberger |

|             |           |           |
| Nkansah 90’ | Marcatori | 35’ Singh |

| Arbitro: | Fritsch |

|  |           |                                         |
|  | Marcatori | 11’ Gouras 20’, 70’ Shipnoski 90’ Jacob |

| Arbitro: | Greif |

|                               |           |                         |
| Bouhaddouz 15’ Che 61’ (aut.) | Marcatori | 14’ Sieb 74’ (rig.) Arp |

| Arbitro: | Alt |

|            |           |                         |
| Motika 72’ | Marcatori | 9’ Stierlin 51’ Anspach |

| Arbitro: | Willenborg |

|                                         |           |                    |
| Mölders 41’ (rig.) Steinhart 68’ (rig.) | Marcatori | 13’ Sieb 49’ Singh |

| Arbitro: | Jöllenbeck |

|  |           |         |
|  | Marcatori | 1’ Manu |

## Statistiche

### Statistiche di squadra
| Competizione | Punti | In casa | In casa | In casa | In casa | In casa | In casa | In trasferta | In trasferta | In trasferta | In trasferta | In trasferta | In trasferta | Totale | Totale | Totale | Totale | Totale | Totale | DR  |
| Competizione | Punti | G       | V       | N       | P       | Gf      | Gs      | G            | V            | N            | P            | Gf           | Gs           | G      | V      | N      | P      | Gf     | Gs     | DR  |
| ------------ | ----- | ------- | ------- | ------- | ------- | ------- | ------- | ------------ | ------------ | ------------ | ------------ | ------------ | ------------ | ------ | ------ | ------ | ------ | ------ | ------ | --- |
| 3. Liga      | 37    | 19      | 5       | 3       | 11      | 20      | 27      | 19           | 3            | 10           | 6            | 27           | 31           | 38     | 8      | 13     | 17     | 47     | 58     | -11 |
| Totale       | 37    | 19      | 5       | 3       | 11      | 20      | 27      | 19           | 3            | 10           | 6            | 27           | 31           | 38     | 8      | 13     | 17     | 47     | 58     | -11 |

### Andamento in campionato
| Giornata  | 1 | 2  | 3 | 4  | 5  | 6  | 7  | 8  | 9  | 10 | 11 | 12 | 13 | 14 | 15 | 16 | 17 | 18 | 19 | 20 | 21 | 22 | 23 | 24 | 25 | 26 | 27 | 28 | 29 | 30 | 31 | 32 | 33 | 34 | 35 | 36 | 37 | 38 |
| --------- | - | -- | - | -- | -- | -- | -- | -- | -- | -- | -- | -- | -- | -- | -- | -- | -- | -- | -- | -- | -- | -- | -- | -- | -- | -- | -- | -- | -- | -- | -- | -- | -- | -- | -- | -- | -- | -- |
| Luogo     | C | T  | C | T  | C  | T  | C  | T  | T  | C  | T  | C  | T  | C  | T  | C  | T  | C  | T  | T  | C  | T  | C  | T  | C  | T  | C  | C  | T  | C  | T  | C  | T  | C  | T  | C  | T  | C  |
| Risultato | N | P  | V | N  | N  | P  | V  | V  | P  | V  | P  | P  | P  | V  | V  | N  | N  | P  | V  | N  | P  | N  | P  | N  | P  | N  | V  | P  | P  | P  | N  | P  | N  | P  | N  | P  | N  | P  |
| Posizione | 7 | 18 | 8 | 12 | 13 | 14 | 12 | 11 | 10 | 9  | 10 | 12 | 12 | 12 | 11 | 10 | 10 | 11 | 9  | 10 | 12 | 12 | 12 | 12 | 13 | 12 | 12 | 13 | 15 | 16 | 16 | 16 | 16 | 18 | 18 | 18 | 18 | 18 |

Legenda:

Luogo: C = Casa; T = Trasferta. Risultato: V = Vittoria; N = Pareggio; P = Sconfitta.

### Statistiche dei giocatori
| J. Arp        | 30 | 5 | 6 | 0 |
| B. Arrey-Mbi  | 15 | 0 | 1 | 2 |
| T. Booth      | 2  | 0 | 0 | 0 |
| L. Borges     | 4  | 0 | 0 | 0 |
| J. Che        | 8  | 0 | 1 | 0 |
| L. Dajaku     | 14 | 3 | 1 | 0 |
| T. Dantas     | 7  | 0 | 0 | 0 |
| A. Fein       | 1  | 1 | 0 | 0 |
| N. Feldhahn   | 29 | 1 | 6 | 0 |
| L. Günther    | 5  | 0 | 0 | 0 |
| R. Hoffmann   | 25 | 0 | 2 | 0 |
| L. Jastremski | 28 | 3 | 3 | 0 |
| T. Kern       | 22 | 8 | 7 | 0 |
| N. Kühn       | 21 | 4 | 3 | 0 |
| J. Lawrence   | 28 | 1 | 4 | 0 |
| A. Lungwitz   | 17 | 0 | 3 | 0 |
| A. Mayer      | 1  | 0 | 0 | 0 |
| N. Motika     | 3  | 1 | 0 | 0 |
| J. Musiala    | 2  | 0 | 0 | 0 |
| D. Oberlin    | 12 | 1 | 2 | 0 |
| D. Ontužāns   | 4  | 0 | 1 | 0 |
| T. Rhein      | 11 | 1 | 3 | 0 |
| C. Richards   | 8  | 0 | 2 | 0 |
| J. Rochelt    | 10 | 0 | 2 | 0 |
| J. Schenk     | 0  | 0 | 0 | 0 |
| L. Schneller  | 10 | 0 | 0 | 0 |
| C. Scott      | 24 | 2 | 3 | 0 |
| K. Senkbeil   | 14 | 0 | 0 | 1 |
| A. Sieb       | 12 | 2 | 0 | 0 |
| S. Singh      | 16 | 3 | 2 | 0 |
| J. Stanišić   | 24 | 0 | 5 | 0 |
| A. Stiller    | 33 | 1 | 6 | 0 |
| M. Tillman    | 2  | 0 | 0 | 0 |
| R. Vita       | 25 | 2 | 1 | 0 |
| M. Wagner     | 3  | 0 | 0 | 0 |
| D. Waidner    | 24 | 1 | 0 | 0 |
| M. Welzmüller | 22 | 1 | 5 | 0 |
| M. Yılmaz     | 0  | 0 | 0 | 0 |
| M. Zaiser     | 23 | 3 | 2 | 0 |
| J. Zirkzee    | 4  | 0 | 0 | 1 |